# Municipio de Penn (condado de Butler)
El municipio de Penn (en inglés: Penn Township) es un municipio ubicado en el condado de Butler en el estado estadounidense de Pensilvania. En el año 2000 tenía una población de 5.210 habitantes y una densidad poblacional de 83.3 personas por km².

## Geografía
El municipio de Penn se encuentra ubicado en las coordenadas 40°47′N 79°56′O / 40.783, -79.933.

## Demografía
Según la Oficina del Censo en 2000 los ingresos medios por hogar en la localidad eran de $50,025 y los ingresos medios por familia eran $54,654. Los hombres tenían unos ingresos medios de $39,512 frente a los $26,716 para las mujeres. La renta per cápita para la localidad era de $24,396. Alrededor del 6,9% de la población estaban por debajo del umbral de pobreza.